# Árbitro de fútbol

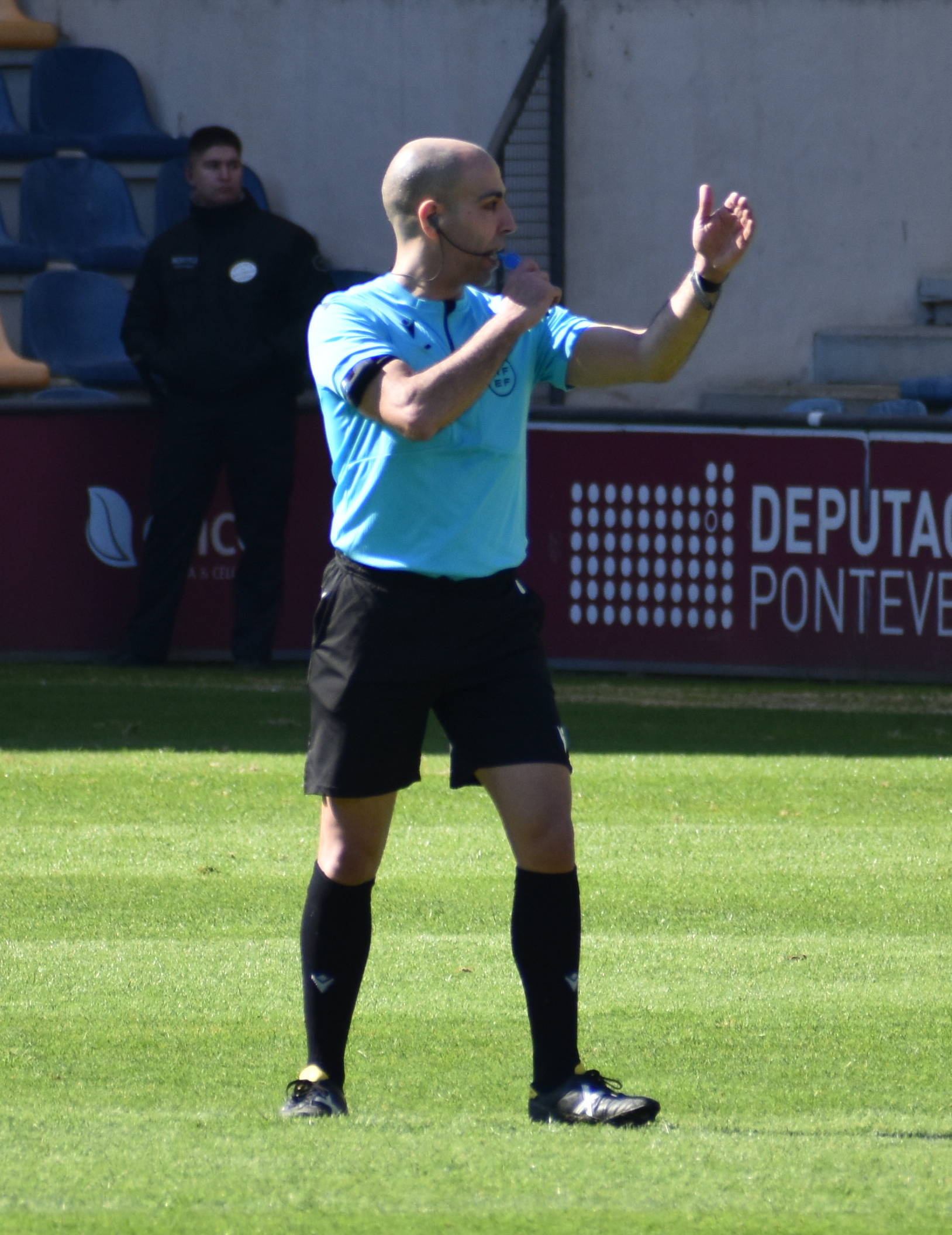
Árbitro del Pontevedra CF - AD Ceuta FC, 2022-23.

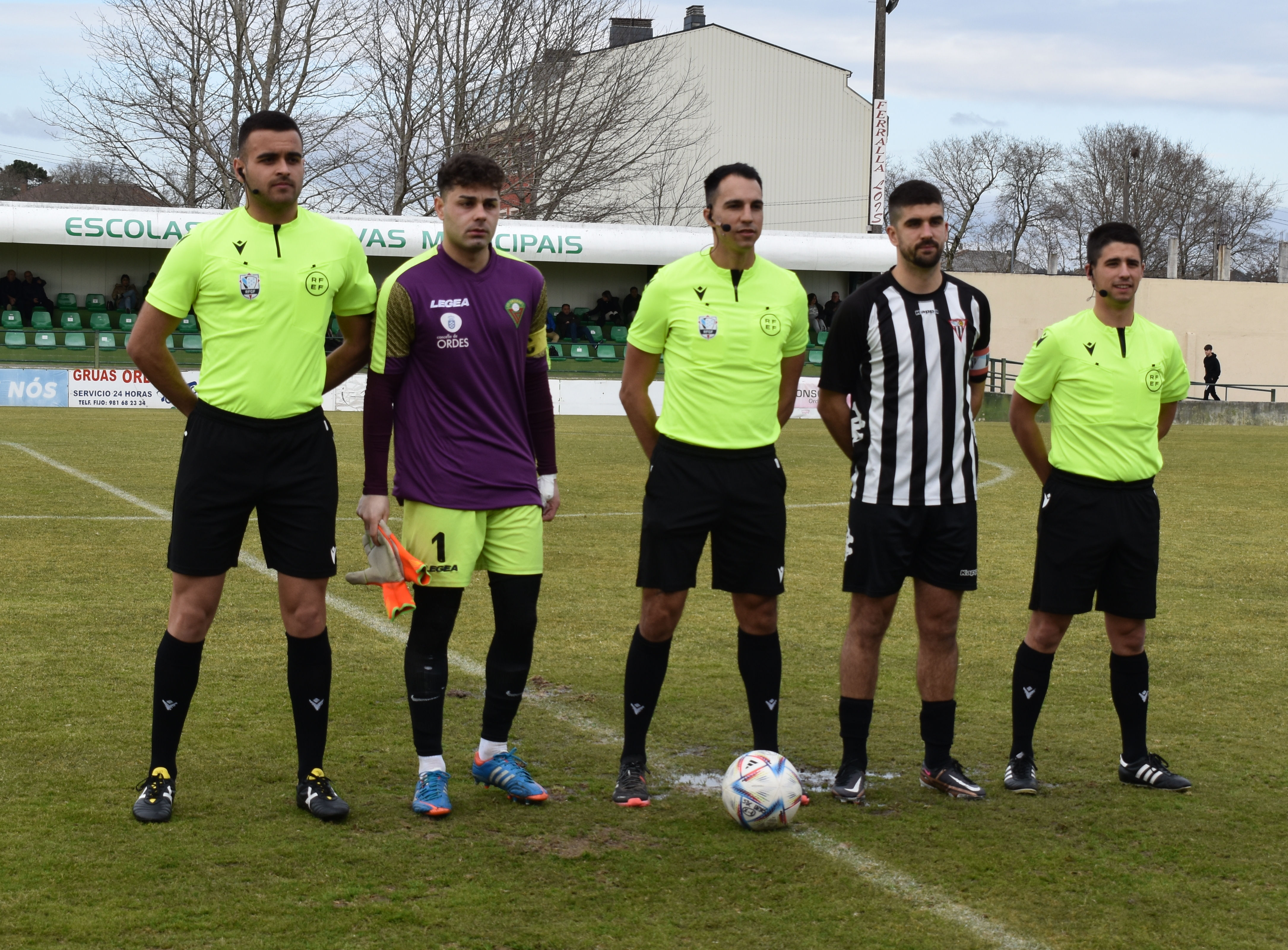
Árbitro y jueces de línea con los capitanes de los equipos.

En el fútbol asociado, hay un árbitro principal —también llamado juez, colegiado, silbante o referí, entre otros—, encargado de aplicar las reglas del fútbol en un partido, dar constancia de lo sucedido en el mismo y cronometrar la duración del encuentro. 
Sus deberes y obligaciones están descriptos en las Reglas del Juego, precisamente en la regla 5, desarrolladas y monitoreadas por la Federación Internacional de Fútbol Asociación (FIFA) —el organismo mundial que rige a las asociaciones miembro de este deporte— y la International Football Association Board (IFAB).
El árbitro de fútbol, a diferencia de otros deportes, tiene la posibilidad de aplicar los reglamentos de la competición antes y después de la celebración del encuentro. 
Las Reglas de Juego —oficialmente The Law of the Game— están formadas por 17 reglas. Las mismas son:
1. El terreno de juego
2. El balón
3. Los jugadores
4. El equipamiento de los jugadores
5. El árbitro
6. Los otros miembros del equipo arbitral
7. La duración del partido
8. El inicio y la reanudación del juego
9. El balón en juego o fuera del juego
10. El resultado de un partido
11. El fuera de juego
12. Faltas y conducta incorrecta
13. Tiros libres
14. El penal
15. El saque de banda
16. El saque de meta
17. El saque de esquina

Los organismos regentes del fútbol revisan, ajustan y actualizan las Reglas anualmente, en búsqueda de generar un deporte más dinámico, inclusivo y moderno. Además, de acuerdo a la propia IFAB, año a año se busca simplificar las Reglas acompañando a la evolución mundial del deporte.
Adicionalmente, puede disponer de dos árbitros asistentes, situados en el exterior del terreno de juego, en las bandas, y en categoría profesional, de un cuarto árbitro, encargado de sustituir a aquel miembro del trío que quedara lesionado, y de ayudar al árbitro en sus labores de anotación de cambios, amonestaciones y expulsiones. En el Mundial de Alemania 2006 existía incluso la figura del quinto árbitro, cuya función era la de ayudar al árbitro del encuentro. A este conjunto de personas se la denomina equipo arbitral.
El único con poder para sancionar o expulsar a un jugador o miembro del cuerpo técnico es el árbitro. Los asistentes y el cuarto árbitro pueden aconsejar al colegiado principal en jugadas que este no haya podido ver, pero nunca tienen el poder de sancionar o de expulsar a los jugadores. 
El árbitro es la autoridad deportiva única e inapelable, en el orden técnico, para dirigir los partidos. Sus facultades comienzan en el momento de entrar en el recinto deportivo y no terminan hasta que lo abandona, conservándolas, por tanto, durante los descansos, interrupciones y suspensiones, aunque el balón no se halle en el campo, siempre tendrá sus facultares arbitrarias.
Tanto directivos como los futbolistas, entrenadores, auxiliares y delegados de los clubes, deben acatar sus decisiones y están obligados, bajo su responsabilidad, a apoyarle y protegerle en todo momento para garantizar la independencia de su actuación y el respeto debido al ejercicio de su función, así como su integridad personal, interesando, a tales fines, si fuese preciso, la intervención de la autoridad.
Todos los árbitros han de superar exámenes teóricos pruebas físicas cuyos resultados junto a informes de los partidos del Comité de Árbitros les habilitan para ejercer su actividad y en su caso ascender de categoría.

## Funciones
Para el desarrollo de un encuentro será obligatoria la presencia de un árbitro principal, que recibe de parte de las Reglas de Juego la máxima autoridad deportiva del partido. Generalmente, aunque no sea mandatario, los encuentros se desarrollan con al menos dos árbitros asistentes que se ubican en cada banda, conforme lo establece la regla seis, «Los otros miembros del equipo arbitral». En la jerga futbolística se los conoce comúnmente como «jueces de línea» o simplemente «asistentes».
| Función                      | Cantidad     | Ubicación                    | Regla    | Descripción |
| ---------------------------- | ------------ | ---------------------------- | -------- | --- |
| Árbitro principal            | 1            | Campo de juego               | Regla #5 | «El árbitro es la persona encargada de dirigir el partido y que posee plena autoridad para hacer cumplir las Reglas de Juego en dicho encuentro». |
| Árbitro asistente            | 2 (opcional) | Línea de banda (1 por mitad) | Regla #6 | «Tendrán la tarea de indicar si: el balón ha salido completamente del terreno de juego e indicar reanudaciones; marcar si un jugador en posición de fuera de juego debe ser sancionado; solicitar una sustitución; y ayudar al árbitro en el control del juego». |
| Cuarto árbitro               | 1 (opcional) | Zona entre bancos            | Regla #6 | «Supervisión de bancos de relevos, sustituciones, balones de reserva y demás control». |
| Árbitro asistente de reserva | 1 (opcional) | Zona entre bancos            | Regla #6 | «Reemplazo del cuarto oficial —u otro miembro— y asistencia general al cuerpo arbitral». |

## Material del árbitro de fútbol
Para poder realizar su función correctamente el árbitro de fútbol requiere contar con unos materiales indispensables, también mandatarios por las Reglas de Juego.

### Tarjetas
Son unas cartulinas pequeñas de diferentes colores que sirven para amonestar o expulsar a los jugadores, normalmente de material de plástico. Si bien no se estandariza en ningún lado su forma, universalmente las tarjetas son rectangulares. Sin embargo, por diferentes motivos también existen tarjetas de otras formas, como por ejemplo redondas.
Los castigos en el fútbol asociado se remontan a los orígenes del deporte. Sin embargo, no fue hasta el año 1970 —con la inauguración de la Copa Mundial de la FIFA México 1970— que los árbitros comenzaron a mostrar tajetas a los futbolistas.
Casi 50 años más tarde, en la temporada 2019-20, la IFAB instrumentó que las amonestaciones y expulsiones también se pueden mostrar a los oficiales de un equipo.
1. Tarjeta amarilla: conocida como amonestación, se muestrea a un jugador o miembro del cuerpo técnico que incurrió en alguna infracción descrita en las reglas como tal. El jugador o miembro puede continuar el partido.
2. Tarjeta roja: remite a la expulsión y se utiliza ante una falta grave de un jugador o miembro del cuerpo técnico, o por la acumulación de dos amonestaciones. No se puede continuar en el campo de juego.

En otras variantes del fútbol, se pueden utilizar dos tipos de tarjetas más:
1. Tarjeta azul: se emplea para expulsar a un jugador del terreno de juego, pero permitiéndose sustituirlo por otro jugador, o para una expulsión temporaria del mismo pudiendo luego reingresar.
2. Tarjeta verde o blanca: esta tarjeta se emplea para reconocer el juego limpio de un jugador, siendo la única tarjeta «positiva» que se emplea.

### Otro equipamiento
- Silbato:  Empleado por el árbitro para hacerse oír durante el partido.
- Banderines: Se trata de banderas pequeñas con mango que suelen emplear los asistentes o jueces de línea para avisar al árbitro de infracciones dentro del terreno de juego.
- Reloj/Cronómetro: El reloj es otro de los artículos indispensables para un árbitro, para poder controlar la duración del partido y anotar los goles o faltas en el minuto realizado.
- Tarjetero/Libreta: Utilizado tanto para guardar las tarjetas como una pequeña libreta donde anotar las faltas y los goles, o cualquier incidencia del encuentro.
- Bolígrafo: Sin él seria imposible realizar anotaciones.
- Moneda: La moneda se emplea para ver que equipo empieza el juego o elige campo.